# یواس‌اس راپرتاس (دی‌دی-۸۵۱)
یواس‌اس راپرتاس (دی‌دی-۸۵۱) (به انگلیسی: USS Rupertus (DD-851)) یک کشتی است که طول آن ۳۹۰ فوت ۶ اینچ (۱۱۹٫۰۲ متر) می‌باشد. این کشتی در سال ۱۹۴۵ ساخته شد.